# Błota nadwarciańskie

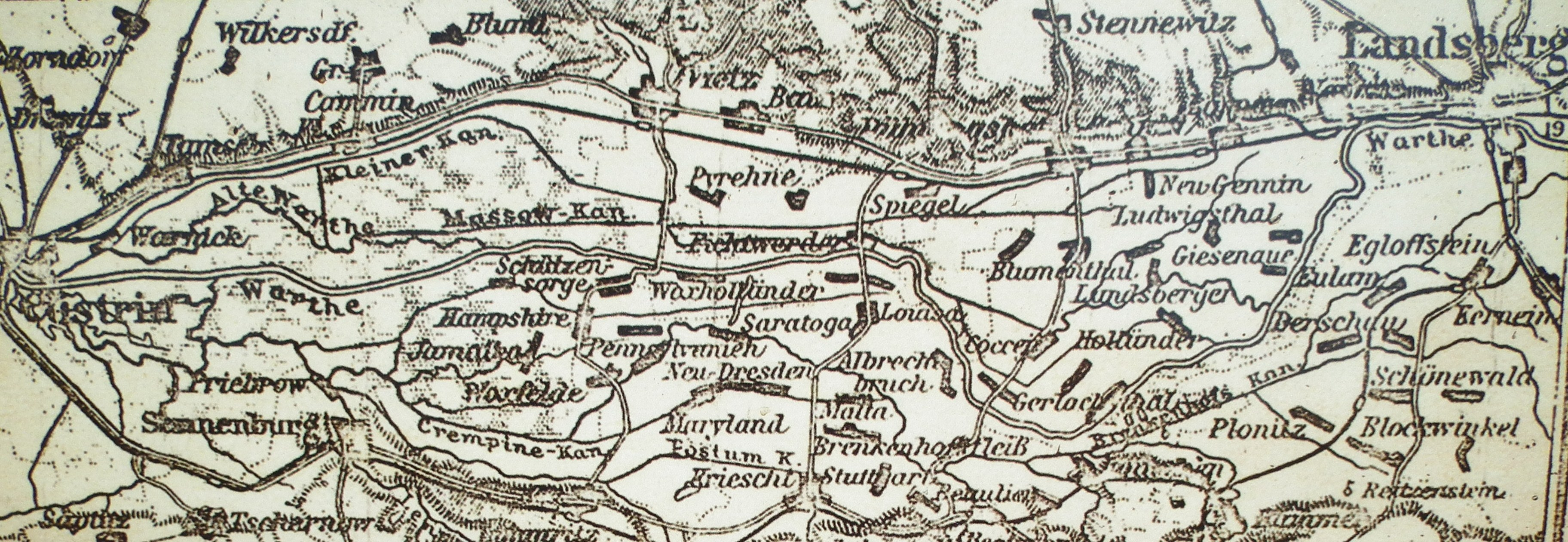
Nazewnictwo na mapie z 1780 (istnieje już część nazw tzw. "Nowej Ameryki")

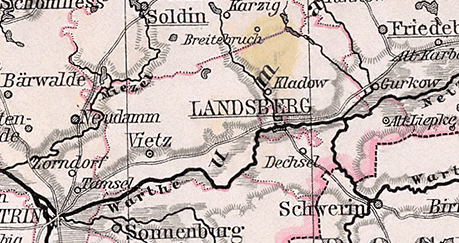
Teren błot na mapie z 1905

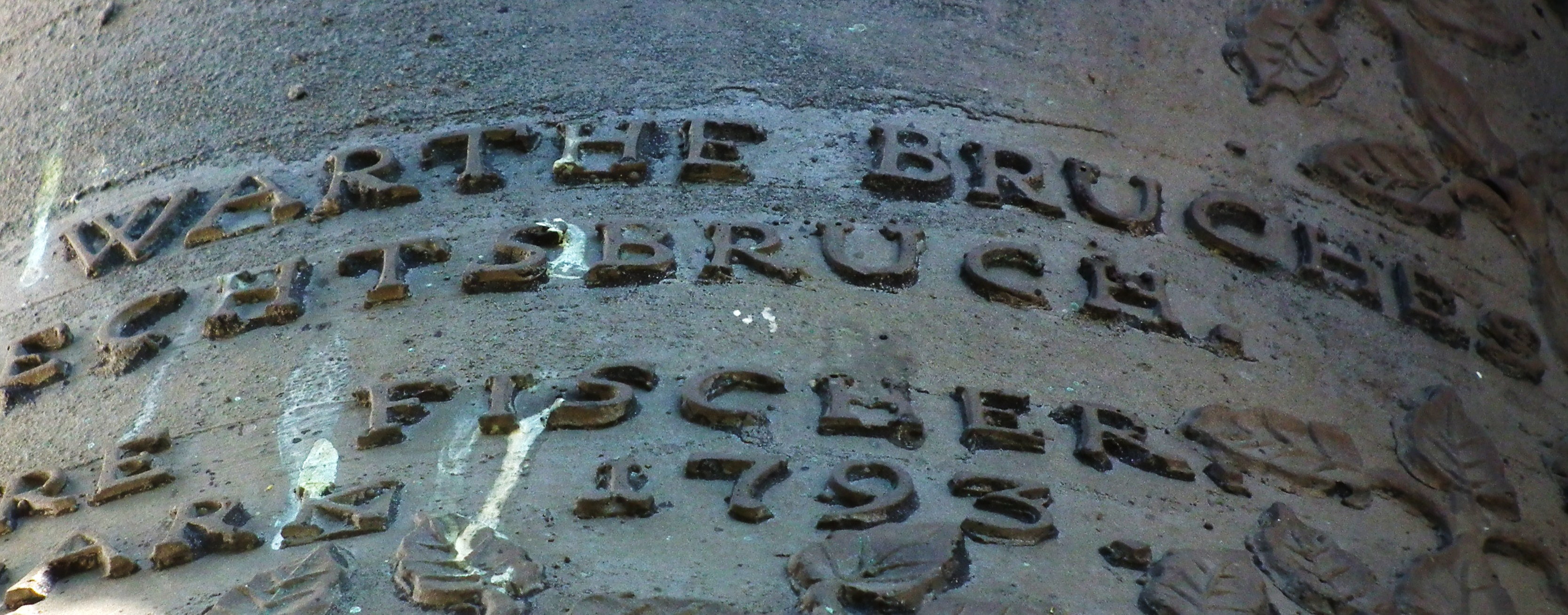
Dzwon kościoła w Studzionce z napisem Warthe Bruches (1793)

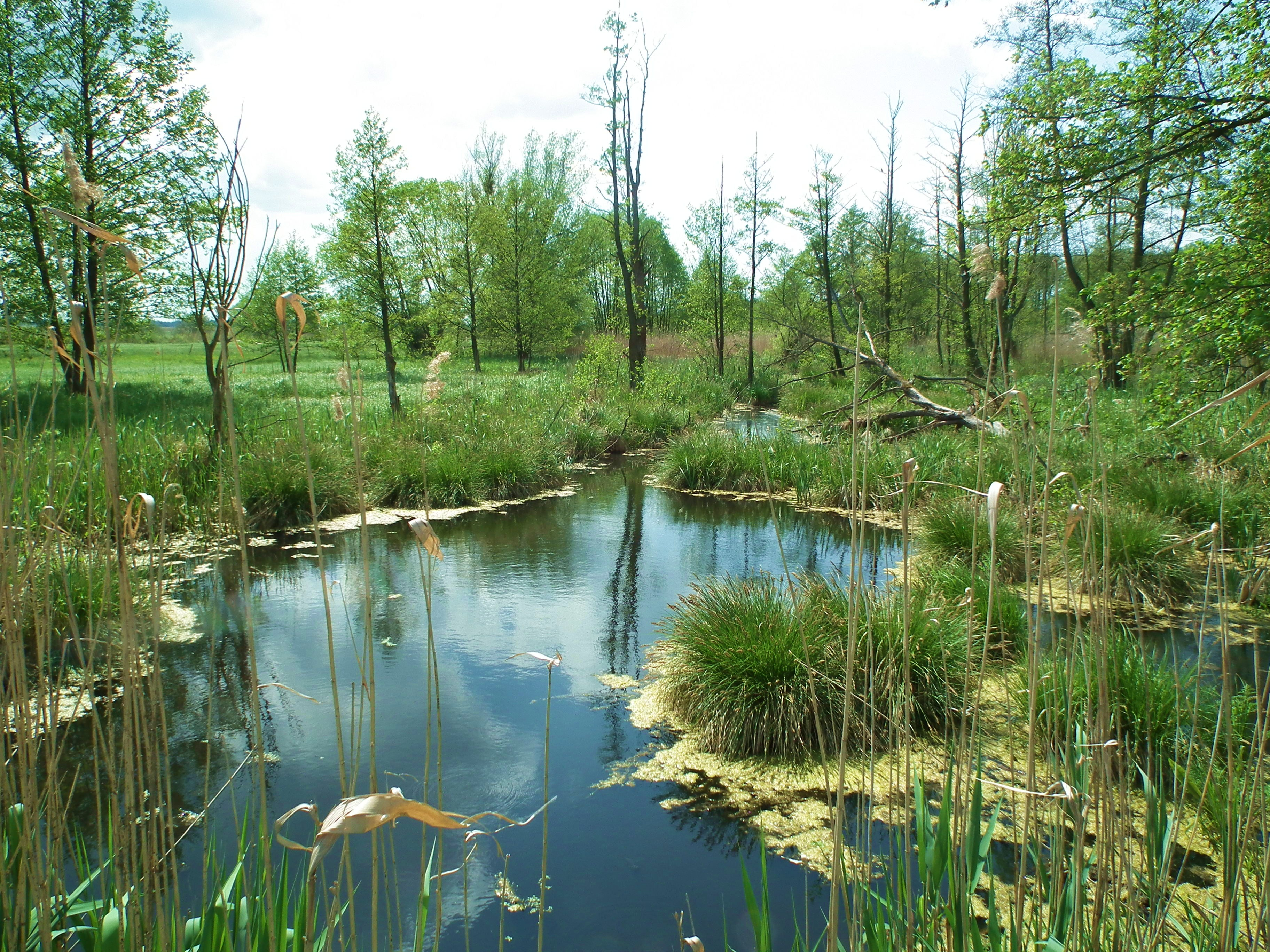
Pozostałości naturalnych mokradeł

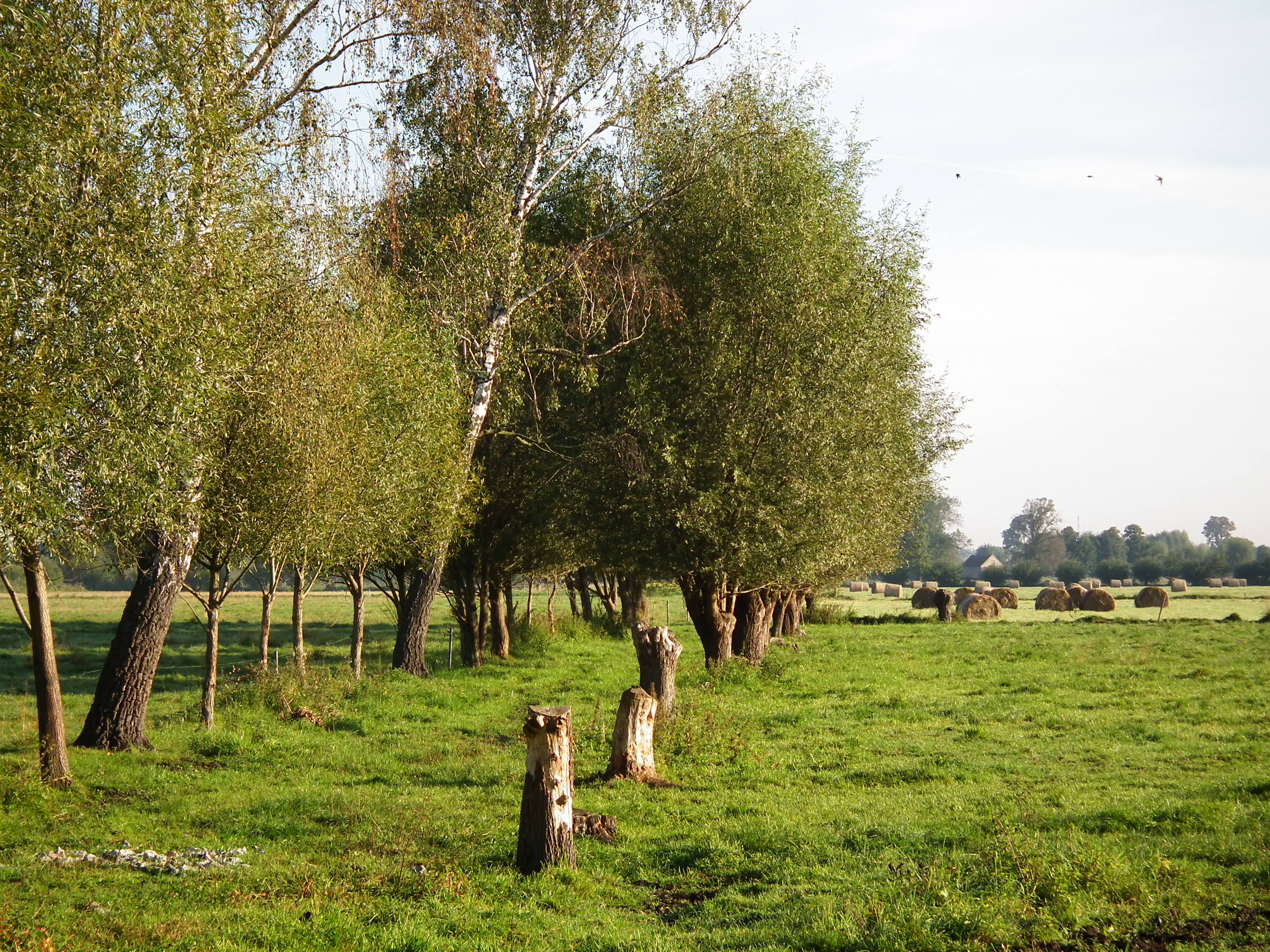
Krajobraz po kolonizacji (Bolemin)

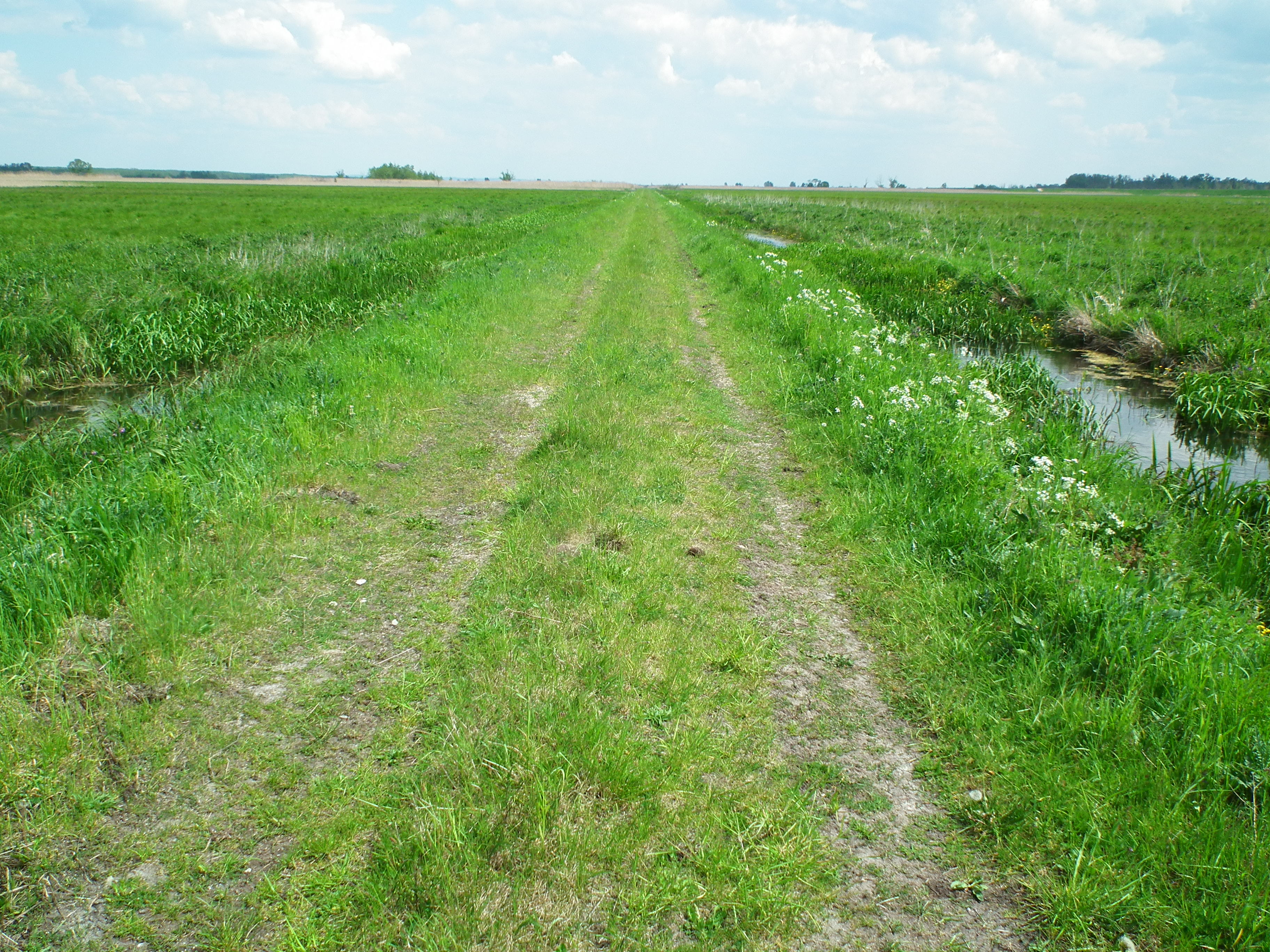
Krajobraz rolniczy w miejscu dawnych rozlewisk - droga z rowami melioracyjnymi z obu stron (okolice Dąbroszyna)

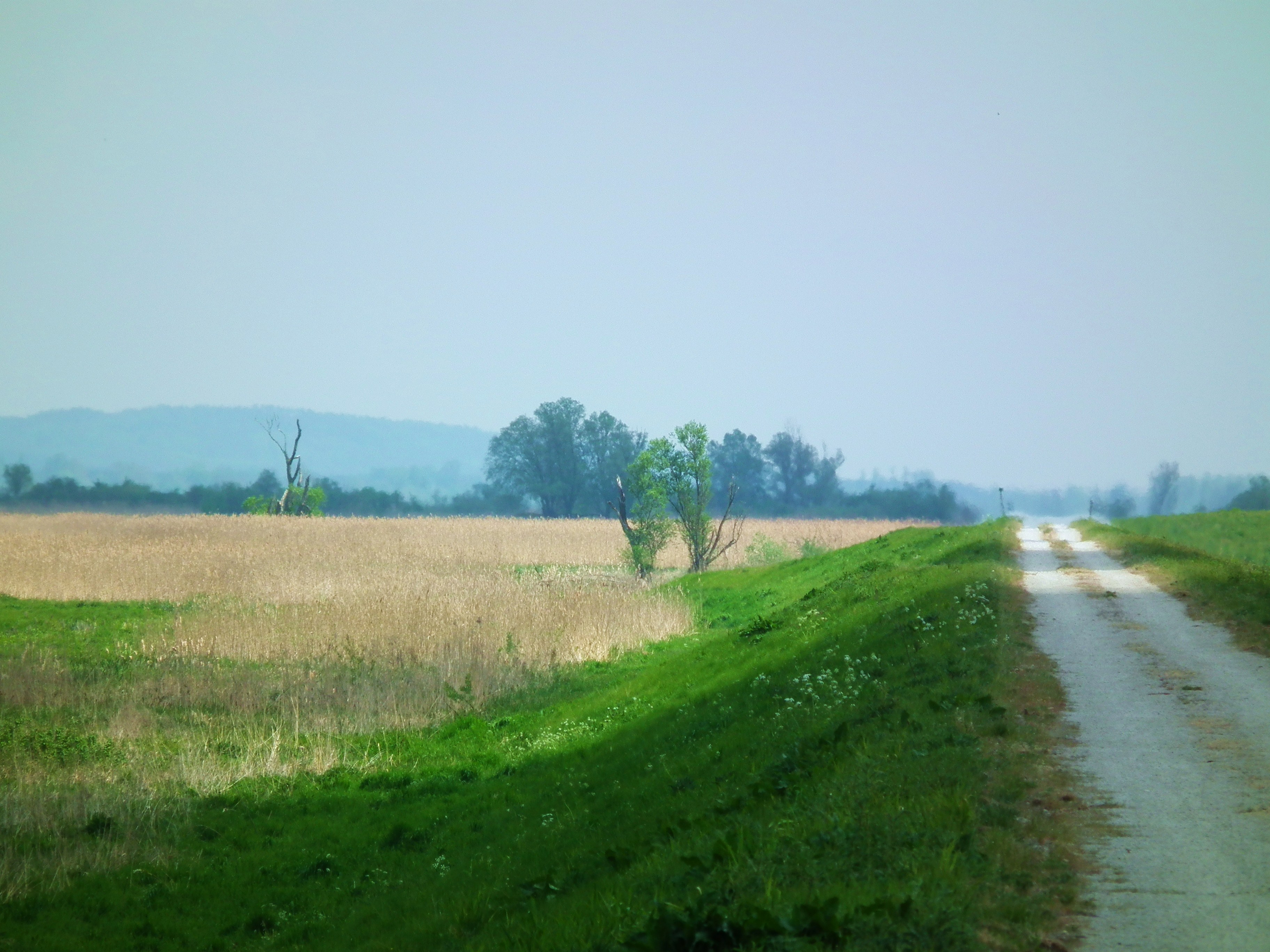
Warciański wał północny

Błota nadwarciańskie (także: łęgi warciańskie, Błonia Warciańskie, niem. Warthebruch) – kraina historyczna w dolinie dolnej Warty, w obrębie Pradoliny Toruńsko-Eberswaldzkiej, rozciągająca się od Gorzowa Wielkopolskiego na wschodzie, po ujście Warty do Odry w Kostrzynie nad Odrą na zachodzie. Częściowo objęta ochroną w ramach Parku Narodowego „Ujście Warty” oraz Parku Krajobrazowego Ujście Warty.

## Geologia
Powstanie tutejszych form krajobrazowych wiąże się ze zlodowaceniem bałtyckim, kiedy to lądolód zatrzymał się na terenach obecnego Pojezierza Pomorskiego, a wody pra-Wisły przepływały na zachód, wzdłuż krawędzi tego lądolodu. Wielka ilość wód roztopowych wyrzeźbiła dolinę, którą obecnie płynie Warta. W stosunku do sąsiadujących z nią wysoczyzn jest wgłębiona nawet na kilkadziesiąt metrów i ma cechy krajobrazu nizinnego. Dno, płaskie i niskie, zasłane jest materiałami naniesionymi przez wody roztopowe lądolodu oraz rzeki płynące z południa.

## Historia
Do początku XVIII wieku tutejszy ekosystem był strukturą niezaburzoną przez człowieka. Składały się nań bagna, rozlewiska, starorzecza, nieużytki i naturalnego pochodzenia łąki okresowo zalewane przez Wartę, zwłaszcza podczas wiosennych roztopów. Odcinek ujściowy Warty miał charakter delty śródlądowej. Niewielkie osadnictwo dotyczyło wyłącznie miejsc posadowionych wyżej, nie zagrożonych większymi powodziami. Działalność człowieka ograniczała się do polowań na ptactwo i zwierzynę płową, a także rybołówstwa, przy czym rybacy pochodzili ze starych wsi o jeszcze średniowiecznym rodowodzie (np. w Witnicy w XVI wieku zamieszkiwało 36 rodzin rybackich).

## Kolonizacja fryderycjańska
W XVIII wieku krajobraz łęgów został znacząco przeobrażony w ramach szeroko zakrojonej kolonizacji fryderycjańskiej, tj. akcji osiedleńczej prowadzonej z inspiracji króla pruskiego Fryderyka Wielkiego na wielu różnych ziemiach znajdujących się pod panowaniem tego monarchy. Wcześniejsze akcje osadnicze (Olędrzy) kończyły się najczęściej niepowodzeniem, choć nie zawsze - w 1722 powstała np. Studzionka.
Akcja kolonizacyjna w tym rejonie była dziełem państwa pruskiego, reprezentowanego przez tajnego radcę Franza Balthasara Schönberga von Brenkenhoffa, z którym ściśle współpracowali m.in. Paul Gottlieb Schartow, Karl Samuel Krieger, Karl Friedrich Grapow, Friedrich Heinrich Stubenrauch, a także inżynierowie: Isaac Jacob von Petri i Ludwig Hahn. Ideę wspierały możne lokalne rody nowomarchijskie (m.in. von Waldow, von Reitzenstein), a także Baliwat Brandenburski zakonu joannitów ze Słońska. Prace polegały w głównej mierze na regulacji rzeki (udrożnienie i obwałowanie), budowie rowów i kanałów odwadniających oraz osuszeniu mokradeł. Równolegle z tymi pracami przeprowadzano intensywną akcję kolonizacyjną, osadzając na błotach osadników z różnych księstw niemieckich, a także z terenu Rzeczypospolitej (przede wszystkim innowierców ściganych przez kontrreformację). Centrum prac stał się Świerkocin, gdzie zbudowano reprezentacyjny gmach administracji, nazywany Commisionshaus. Najważniejszym celem akcji kolonizacyjnej było pobudzenie rozwoju gospodarczego prowincji, znacząco zniszczonej podczas wojny siedmioletniej, a także przygotowanie drogi wodnej Wisła - Odra. Planowano też stworzenie dodatkowego zaplecza żywnościowego (mięso, sery, masło, siano) dla dynamicznie rozwijającego się Berlina. 
Isaac Jacob von Petri przygotował pierwsze plany działań melioracyjnych w 1766, zakładając że rozpoczęcie prac nastąpi od strony Kostrzyna. Ostatecznie rozpoczęto je od strony Gorzowa i Borka z jednoczesnym przeprowadzaniem akcji zasiedlania kolonistami. Likwidowano wyspy, odgałęzienia, zakola, starorzecza i mokradła (Wieprzyce, Chwałowice, Kołczyn, Koszęcin), a następnie dopiero usypywano wały przeciwpowodziowe (pierwszy z nich powstał w 1767). W kolejnych latach prace kontynuowano, regulując bieg rzeki, budując dalsze wały, a poza nimi rozległą sieć rowów melioracyjnych i kanałów ulgi, mających za zadanie odprowadzać nadmiary wód do Warty. Wszystkie czynności wykonywano ręcznie, w trudnych, a często niebezpiecznych dla pracowników warunkach. Na lewym brzegu Warty powstał Kostrzyński Zbiornik Retencyjny (5100 ha), rozciągający się od Kostrzyna do Słońska. Jako rok zakończenia inwestycji przyjmuje się 1787, kiedy to ukończono prace przy kopaniu 10-kilometrowego Kanału Fryderyka Wilhelma (Friedrich-Wilhelm-Kanal). Z uwagi na liczne podtopienia i powodzie, częstokroć rujnujące wysiłek włożony w budowę, prace były jeszcze kontynuowane, aż do początku XX wieku. Ich efektem była głęboka transformacja krajobrazowa naturalnego wcześniej terenu łęgów, związana nie tylko z bezpośrednimi pracami terenowymi, ale też z działaniem kolonistów, którzy zakładali pola uprawne, ogrody warzywne, łąki do wypasu bydła oraz plantacje chmielu. Dzięki akcji pozyskano około 30.000 hektarów ziemi do zagospodarowania rolniczego. 
Kolonizacja fryderycjańska miała wpływ na powiększenie nadwarciańskich wsi średniowiecznych, zwłaszcza Kołczyna, Krzeszyc, Wieprzyc, Witnicy, Przeborowa, a także ponowne zasiedlenie opuszczonych wcześniej Chwałowic i Studzionki. Założono też liczne nowe osady rozproszone na zasadzie antrepryzy z zasadźcą w roli inicjatora przedsięwzięcia. Duża część z nich nosiła nazwy nawiązujące do nazw amerykańskich oraz miejscowości egzotycznych i miała na celu podniesienie ducha osadników, którym kojarzyć się miały z wielkimi możliwościami, brakiem konieczności emigracji i optymizmem osiedleńczym (Quebeck, Maryland - Marianki, Pensylvanien - Polne, Saratoga - Zaszczytowo, a także Jamaika, Hampshire - Budzigniew, Altona, Annapolis, Malta, Savannah, Yorkstown, Florida, Louisenwille, Neu York, Philadelphia, Korsika, Ceylon - Czaplin, czy Sumatra). Całość terenu potocznie nazywano nawet "Nową Ameryką". Istniała również grupa nazw nawiązujących do miast niemieckich o dynamicznej gospodarce - Mannheim, Stuttgart i Neu Dresden (wszystkie nazwy w pisowni oryginalnej).
Po 1945 większość tych nazw uległa zmianom - zachowały się Altona i Malta (części wsi polscy koloniści w ogóle nie próbowali zasiedlić i sieć osadnicza uległa znacznemu przerzedzeniu, co wywołane było praktykowanymi odmiennymi zasadami gospodarowania ziemią, w tym całkowitym brakiem doświadczenia w uprawie ziem wysoko uwodnionych).
Poszczególne działki zasiedlane przez kolonistów miały najczęściej wymiary 50-70 x 70-120 m. Posadawiano na nich kilka budynków - w największych gospodarstwach nawet do siedmiu. Wsie miały charakter rozproszony, a zabudowania sytuowano na wzniesieniach naturalnych, bądź sztucznie usypanych. Występowały też ulicówki i rzędówki. Drogi wiejskie obsadzano głównie lipami i kasztanowcami. Zabudowa w dużej mierze miała charakter zunifikowany, a projekty były powtarzalne (typowe obiekty projektowali inżynierowie z otoczenia Franza von Brenkenhoffa). Charakterystyczną cechą osad były zbory protestanckie konstrukcji ryglowej (mur pruski), częstokroć umieszczane na sztucznych, najbardziej wyniesionych wzniesieniach (teoretycznie błota były terenem wolności religijnej, gdzie nie dokonywano żadnych prześladowań za wyznawaną wiarę). Niekiedy budowano też okazałe dwory, najczęściej należące do zasadźców. Krajobraz urozmaicały także wiatraki koźlaki, również umieszczane na znaczniejszych wzniesieniach. Osadnicy mieli obowiązek podejmowania prac przy utrzymywaniu wałów i urządzeń hydrotechnicznych. 
W latach 1767-1785 rząd pruski wydał na regulację łęgów 1 027 915 talarów (ponad połowę na budowę wałów). Pozyskanie jednej morgi terenu kosztowało zatem około dziesięć talarów. Sprowadzono w ten rejon 1750 rodzin, czyli około 8800 kolonistów. Z ekonomicznego punktu widzenia przedsięwzięcie okazało się chybione, a dodatkowo w dalszej perspektywie generowało koszty utrzymania urządzeń hydrologicznych. Franz von Brenkenhoff, jako główny realizator przedsięwzięcia, popadł w niełaskę królewską i został nawet oskarżony o malwersacje finansowe, co dotyczyło też jego współpracowników, z których część surowo ukarano. Ciężary, którymi obciążano osadników okazały się dla nich zbyt wysokie w stosunku do rozmiarów przyznanych im działek. Wywoływało to poważne niezadowolenie wśród kolonistów, liczne konflikty, a nawet otwarte bunty. W niektórych wsiach nadwarciańskich upadły tradycyjne zajęcia mieszkańców, np. w Witnicy było to rybołówstwo, w miejsce którego silnie rozwinęło się rzemiosło, w tym produkcja płótna i pończoch, a także założono tu państwową hutę żelaza z dwoma wielkimi piecami.

## Znaczenie kolonizacji
Dzieło przebudowy i kolonizacji łęgów nadwarciańskich było przedsięwzięciem o wielkim rozmachu, a jeden z jego realizatorów, Friedrich von Buchwald, porównał je do działania Stwórcy. Jest ono przykładem zaangażowania ogromnych środków materialnych w utopijną ideę ujarzmiania przyrody w celu pomnażania dochodów państwa. Niezamierzonym i pozytywnym efektem działań w dolinie Warty było natomiast harmonijne przekształcenie krajobrazu naturalnego na niespotykaną wówczas w Prusach skalę.
W latach 70. XX wieku plany rozwoju muzealnictwa polskiego zakładały utworzenie w Bogdańcu Muzeum Wsi Dolnowarciańskiej w formie skansenu, jednak do urzeczywistnienia tych zamierzeń nigdy nie doszło.

## Przyroda

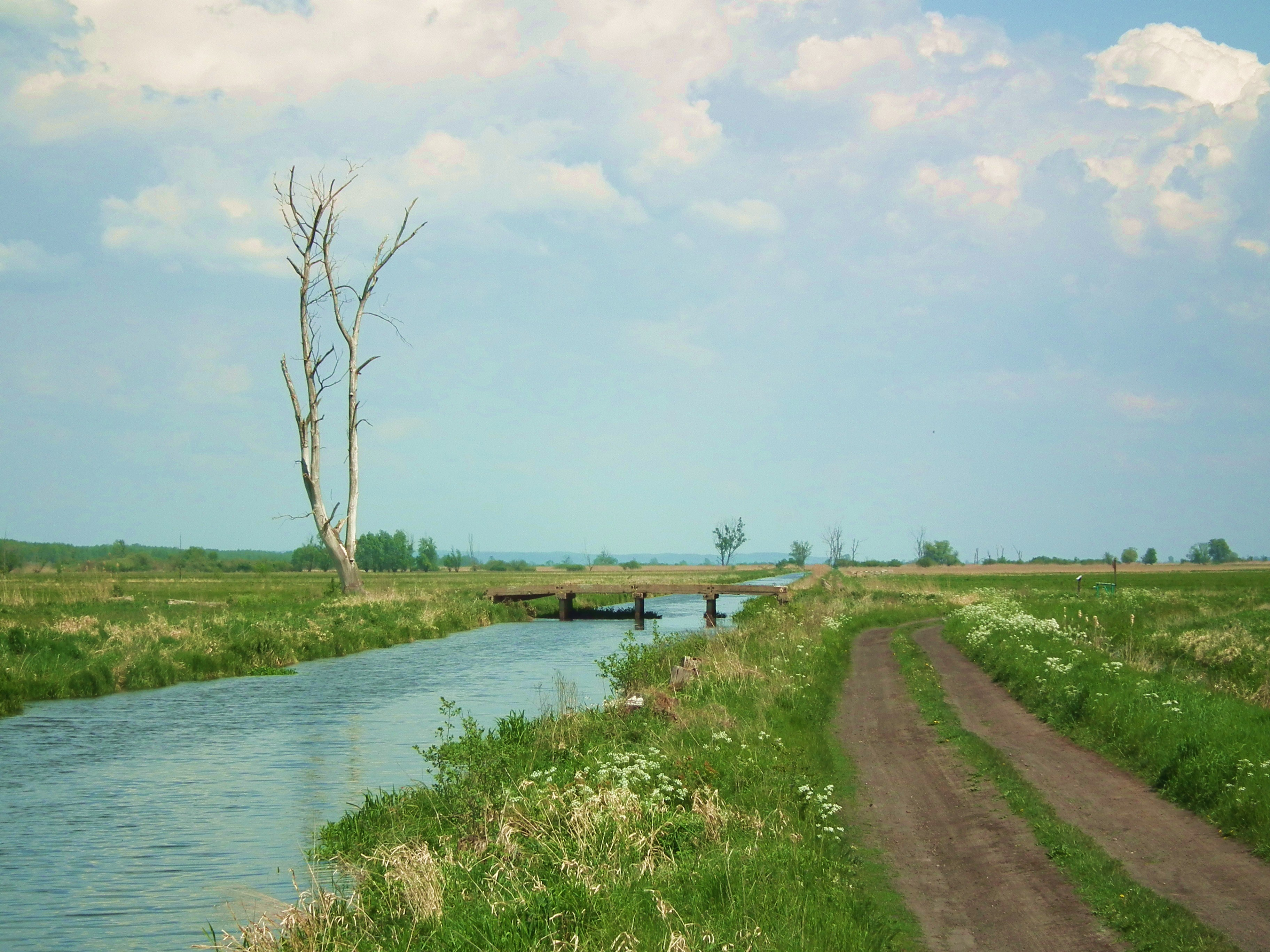
Stara Warta - jeden z kanałów ulgi

Krajobraz błot warciańskich tworzą przede wszystkim siedliska otwarte – łąki i pastwiska, mocno poprzecinane siecią kanałów i rowów. Znaczny udział mają też zarośla wierzbowe. Właściwości hydrologiczne tego rejonu są bardzo dynamiczne, w niektórych miejscach różnice poziomu wody w roku wynoszą do czterech metrów. Zespół powyższych cech sprawia, że tereny łęgów są atrakcyjnym siedliskiem dla ptactwa wodnego i błotnego, pełniąc kluczową rolę dla ptaków wędrownych, zimujących, lęgowych oraz pierzących się. 
Na terenie parku narodowego stwierdzono występowanie 250 gatunków ptaków (w tym 160 lęgowych) i lista ta nie jest zamknięta. Najliczniej występują: kaczka krzyżówka, łyska, gęś gęgawa, a także: mewa śmieszka, kormoran (stwierdzany od 1977), krakwa, czernica i czajka. Rzadkie są: ostrygojad, mewa srebrzysta, mewa mała, rybitwa białoskrzydła, rybitwa białoczelna, rybitwa białowąsa i wodniczka. Flora reprezentowana jest tam przez około 430 gatunków roślin naczyniowych tworzących 60 zbiorowisk roślinnych.
W Słońsku działa od 1975 Stacja Badawcza Polskiego Związku Łowieckiego.

## Zobacz też

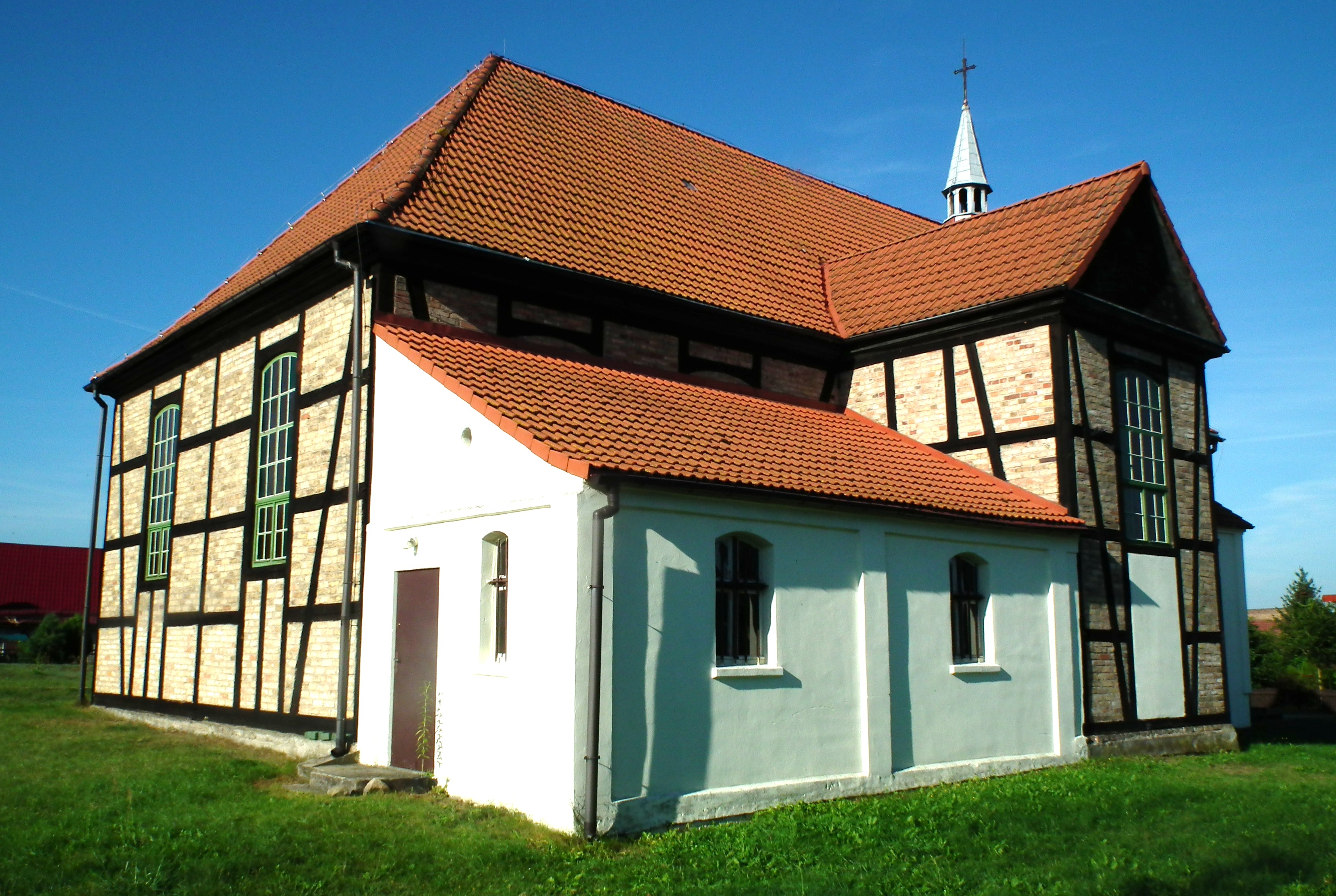
Kościół św. Stanisława Kostki w Kołczynie